# Buddy Werner
Wallace Jerold Werner, detto Bud o Buddy (Steamboat Springs, 26 febbraio 1936 – Celerina, 12 aprile 1964), è stato uno sciatore alpino statunitense, vincitore di diverse classiche dello sci alpino.

## Biografia

### Stagioni 1953-1956
Sciatore polivalente fratello di Loris e Gladys, a loro volta sciatori alpini, Buddy Werner debuttò in campo internazionale in occasione della Roch Cup 1953 (Aspen, 13-15 marzo), dove si classificò 12º nella discesa libera, 22º nello slalom gigante, 17º nello slalom speciale e 14º nella combinata; l'anno dopo vinse la discesa libera e si piazzò 3º nella combinata del trofeo Holmenkollen-Kandahar (Oppdal, 19-21 febbraio 1954) ed esordì ai Campionati mondiali: a Åre 1954 (1-7 marzo) fu 16º nello slalom speciale e non prese il via nello slalom gigante a causa di un infortunio patito durante le prove.
Nel 1956 si classificò 2º nella discesa libera e 3º nella combinata del trofeo Hahnenkamm (Kitzbühel, 14-15 gennaio) e ai successivi VII Giochi olimpici invernali di Cortina d'Ampezzo 1956 (26 gennaio-5 febbraio), suo esordio olimpico, si piazzò 11º nella discesa libera, 21º nello slalom gigante e non completò lo slalom speciale. Nel prosieguo di quella stagione vinse le discese libere del Grand Prix de Chamonix (Chamonix, 11-12 febbraio) e del trofeo Ruben Blan (Sankt Moritz, 17-19 febbraio) e la discesa libera e la combinata dell'Holmenkollen-Kandahar (Voss/Oppdal, 2-4 marzo); all'Otto Furrer Memorial (Zermatt, 16-18 marzo) s'impose nel Gornergrat Derby e alla 3-Tre (Marmolada, 23-25 marzo) fu 3º nella discesa libera.

### Stagioni 1957-1959
Nel 1957 si classificò 2º nella discesa libera degli International American Championships (Stowe, 15-17 marzo) e l'anno dopo vinse la combinata del trofeo del Lauberhorn (Wengen, 11-12 gennaio) piazzandosi 2º nella discesa libera e 3º nello slalom speciale: fu il primo statunitense ad ottenere tale risultato. Nel prosieguo di quella stagione 1957-1958 fu 3º nello slalom gigante dell'Hahnenkamm (Kitzbühel, 17-19 gennaio); ai Mondiali di Badgastein 1958 (2-9 febbraio) si classificò 37º nella discesa libera, 5º nello slalom gigante, 4º nello slalom speciale e 7º nella combinata. Durante quella rassegna iridata, quando era in competizione con Toni Sailer per il primo posto nella combinata, cadde a pochi secondi dal traguardo nella discesa libera: perse uno sci e un bastoncino, ma riuscì ugualmente a terminare la gara, anche se nelle ultime posizioni. Subì poi un nuovo infortunio durante le prove della discesa libera del trofeo Arlberg-Kandahar (Sankt Anton am Arlberg, 7-9 marzo).
Nel 1959 si piazzò 2º nello slalom speciale dell'Internationale Adelbodner Skitage (Adelboden, 4-5 gennaio) e il 16 gennaio divenne il primo americano a conquistare il trofeo dell'Hahnenkamm vincendo la discesa libera della Streif di Kitzbühel; si aggiudicò quindi la discesa libera del Parsenn Derby (Lenzerheide/Davos, 22-25 gennaio), dove fu anche 2º nella combinata, e ai Nor Am Championships (Squaw Valley, 21-24 febbraio) vinse la discesa libera, lo slalom speciale e la combinata e fu 2º nello slalom gigante. Alla Harriman Cup (Sun Valley, 27-28 febbraio) si classificò 2º nello slalom speciale, alla Roch Cup (Aspen, 6-8 marzo) vinse tutte le gare in programma (discesa libera, slalom gigante, slalom speciale e combinata), così come nelle stesse quattro prove ai Vermont Championships (Stowe, 13-15 marzo).

### Stagioni 1960-1962
Favorito per le medaglie ai VIII Giochi olimpici invernali di Squaw Valley 1960, restò vittima di un altro infortunio due mesi prima dell'inizio dei Giochi, rompendosi la gamba destra durante un allenamento ad Aspen e venendo così costretto a dare forfait; l'infortunio gli precluse la partecipazione all'intera stagione. Tornò alle gare per la Roch Cup 1961 (Aspen, 24-26 febbraio), dove vinse la combinata e si piazzò 2º nella discesa libera, e alla successiva Harriman Cup (Sun Valley, 24-26 marzo) vinse la discesa libera e fu 3º nella combinata.
Nel 1962, dopo aver vinto lo slalom gigante del Grand Prix du Savoie (Courchevel, 5 gennaio) ed essersi classificato 3º nello slalom speciale della Coupe Émile Allais (Megève, 4 febbraio), prese parte ai Mondiali di Chamonix 1962 (10-18 febbraio), dove si piazzò 8º nella discesa libera, 5º nello slalom gigante e non completò lo slalom speciale; in chiusura di stagione vinse la discesa libera, lo slalom gigante e la combinata dell'Holmenkollen-Kandahar (Holmenkollen, 2-4 marzo), dove fu anche 3º nello slalom speciale.

### Stagioni 1963-1964

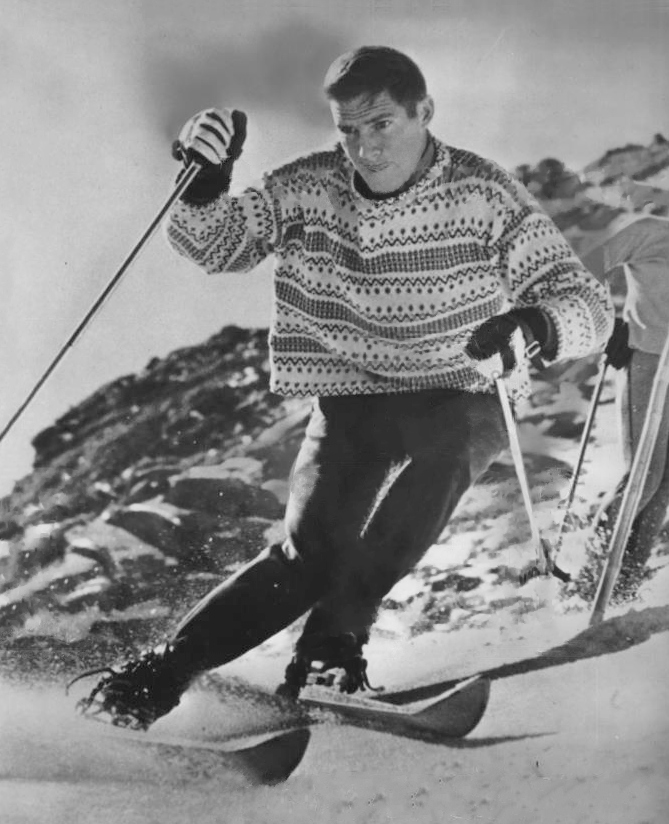
Buddy Werner a Boulder nel 1963

Nel 1963 non gareggiò in Europa ma si aggiudicò la discesa libera, lo slalom speciale e la combinata della Harriman Cup (Sun Valley, 29-31 marzo); nella successiva stagione 1963-1964 vinse lo slalom speciale del Critérium de la première neige (Val-d'Isère, 11-14 dicembre) e prese parte ai IX Giochi olimpici invernali di Innsbruck 1964 (29 gennaio-9 febbraio), suo congedo olimpico e iridato, dove si classificò 17º nella discesa libera, 8º nello slalom speciale e non completò lo slalom gigante. Vinse quindi la discesa libera, lo slalom speciale e la combinata degli Eastern ASA Championships (Stowe, 13-15 marzo) e chiuse la carriera ai Campionati statunitensi 1964 (Winter Park, 20--22 marzo).
Ritiratosi dalle competizioni, Werner aprì un negozio di sci con la sorella Gladys e si dedicò a ultimare gli studi universitari, che aveva in programma di completare nel mese di giugno, ma il 12 aprile fu coinvolto nell'incidente nel quale perse la vita assieme alla tedesca Barbara Henneberger: i due furono travolti da una valanga a Celerina durante le riprese del film Skifaszinationen, diretto dal fidanzato della Henneberger, Willy Bogner. Il servizio funebre per Buddy Werner si svolse a Denver; il feretro venne trasportato in spalla dal suo allenatore Bob Beattie e dai compagni della nazionale statunitense e dopo le esequie fu seppellito nella città natale, vicino alla pista sciistica. Al momento della morte era sposato con Vanda Norgren, figlia di un industriale di Denver; in precedenza era stato legato sentimentalmente alla sciatrice Jill Kinmont, finché la ragazza era rimasta vittima di un gravissimo incidente che l'aveva resa paralitica. Nel film Una finestra sul cielo (1975), ispirato alla storia di Jill Kinmont, Werner fu interpretato dall'attore Bill Vint.

### Bilancio della carriera
Sebbene non sia mai riuscito ad ottenere una medaglia olimpica o iridata, Buddy Werner è considerato uno dei primi sciatori statunitensi di caratura internazionale, essendo in grado di eccellere in tutte le specialità.

## Palmarès

### Classiche
Critérium de la première neige
- 1 vittoria (slalom speciale a Val-d'Isère 1963)

Grand Prix de Chamonix
- 1 vittoria (discesa libera a Chamonix 1956)

Grand Prix du Savoie
- 1 vittoria (slalom gigante a Courchevel 1962)

Hahnenkamm
- 1 vittoria (discesa libera a Kitzbühel 1959)

Harriman Cup
- 4 vittorie (discesa libera a Sun Valley 1961; discesa libera, slalom speciale, combinata a Sun Valley 1963)

Holmenkollen-Kandahar
- 6 vittorie (discesa libera a Oppdal 1954; discesa libera, combinata a Voss/Oppdal 1956; discesa libera, slalom gigante, combinata a Holmenkollen 1962)

Lauberhorn
- 1 vittoria (combinata a Wengen 1958)

Otto Furrer Memorial
- 1 vittoria (Gornergrat Derby a Zermatt 1956)

Roch Cup
- 5 vittorie (discesa libera, slalom gigante, slalom speciale, combinata ad Aspen 1959; combinata ad Aspen 1961)

Ruben Blan
- 1 vittoria (discesa libera a Sankt Moritz 1956)

### Campionati statunitensi
- 13 medaglie:
  - 8 ori (discesa libera, slalom gigante nel 1957[44]; discesa libera, slalom gigante, slalom speciale, combinata nel 1959[24]; slalom gigante, combinata nel 1963[45])
  - 3 argenti (discesa libera, slalom speciale nel 1963[45]; combinata nel 1964[36])
  - 2 bronzi (discesa libera, slalom gigante nel 1964[36])

## Riconoscimenti
Nel 1959 fu proclamato "Ski Athlete of the Year" e nel 1964 fu inserito postumo nella National Ski Hall of Fame; alla sua memoria è stato dedicato il trofeo Bud Werner Memorial, disputato a Sugar Bowl, Vail e Sun Valley tra il 1964 e il 1968. Il massiccio principale su cui sorge la stazione sciistica di Steamboat Springs venne ribattezzato in sua memoria Mount Werner; gli furono intitolati anche la biblioteca cittadina e un programma nazionale di gare giovanili, la "Buddy Werner League", simile alla Little League Baseball.